# Boncourt (Meurthe i Mozela)
Boncourt – miejscowość i gmina we Francji, w regionie Grand Est, w departamencie Meurthe i Mozela.
Według danych na rok 1990 gminę zamieszkiwało 197 osób, a gęstość zaludnienia wynosiła 29 osób/km² (wśród 2335 gmin Lotaryngii Boncourt plasuje się na 848. miejscu pod względem liczby ludności, natomiast pod względem powierzchni na miejscu 850.).